# Joanna Bajerska
Joanna Bajerska – polska inżynier, prof. dr hab. nauk rolniczych, Katedra Żywienia Człowieka i Dietetyki Wydziału Nauk o Żywności i Żywieniu Uniwersytetu Przyrodniczego w Poznaniu.

## Życiorys
W 2000 r. ukończyła studia nauk rolniczych w Akademii Rolniczej im. Augusta Cieszkowskiego w Poznaniu, w 2006 r. obroniła pracę doktorską pt. Studia nad wykorzystaniem ekstraktów z wybranych gatunków herbat oraz L-karnityny jako suplementów ułatwiających redukcję tkanki tłuszczowej w ciele przy zachowaniu zdolności do wysiłku fizycznego, której promotorem był prof. Jan Jeszka, w 2015 r. habilitowała się na podstawie pracy zatytułowanej Wykorzystanie wyciągu z zielonej herbaty jako dodatku funkcjonalnego do pieczywa w dietoterapii otyłości i zespołu metabolicznego.
Została zatrudniona na stanowisku adiunkta w Instytucie Żywienia Człowieka i Dietetyki na Wydziale Nauk o Żywności i Żywieniu Uniwersytetu Przyrodniczego w Poznaniu.
Jest profesorem w Katedrze Żywienia Człowieka i Dietetyki na Wydziale Nauk o Żywności i Żywieniu Uniwersytetu Przyrodniczego w Poznaniu.